# Багаудинова, Меседа Абдулларисовна
Месе́да Абдуллари́совна Багауди́нова (род. 30 октября 1983) — российская певица, экс-солистка украинской женской группы «ВИА Гра» (2007—2009).

## Биография
Певица Меседа Багаудинова родилась 30 октября 1983 года в Грозном. Её отец — аварец, мать — украинско-белорусского происхождения. У неё есть две старших сестры: Виктория и Салима, старший брат Олег и младший — Рустам.
Когда Меседе исполнилось девять лет, семья переехала в Кисловодск. В 16 лет переехала в Ростов-на-Дону, где она намеревалась поступить в музыкальное училище, но отсутствие надлежащей подготовки вынудило её пойти в училище культуры. Окончила Ростовское государственное училище искусств, отделение эстрадно-джазового вокала. В 2005 году поступила в ГИТИС на факультет эстрады (курс Владимира Назарова).
В 2009 г. снялась на обложку журнала «MAXIM»

## Карьера

### Ансамбль «Мечты»
Группа «Мечты» — это интернациональное трио из Ростова, в состав которого входила Меседа Багаудинова. Первое крупное публичное выступление ансамбля состоялось в начале 2002 года: девушек пригласили на праздник в Ростовское ГУВД. Именно это выступление принесло группе «Мечты» настоящую известность, коллектив стал востребованным. Ансамбль не раз отправлялся с гастролями по югу России. Группа также давала концерты и за границей, в Австрии.
В этот период своей жизни Багаудинова познакомилась с Татьяной Котовой, будущей носительницей титула «Мисс Россия 2006» и участницей коллектива ВИА Гра. В 2005 году участницы отправились учиться в Москву. Меседа уезжает в Москву и поступает на эстрадный факультет в ГИТИС.

### ВИА Гра
1 апреля 2007 года Меседа стала солисткой группы ВИА Гра, заменив ушедшую Ольгу Корягину. Первое концертное выступление в составе группы состоялось 21 апреля на Российском экономическом форуме в Лондоне. Широкой публике новая участница группы была представлена на Премии МУЗ-ТВ 1 июня 2007 года. Дебютировала в клипе «Поцелуи». Всего пробыла в коллективе полтора года. За это время Меседа снялась в 4 клипах, в телевизионном сериале «Держи меня крепче» и трех фотосессиях для мужского журнала MAXIM, также принимала участие в записи двух альбомов. 16 января 2009 года Меседа Багаудинова покинула коллектив в связи с возвращением в группу Надежды Мейхер. Свой уход девушка прокомментировала так: «В своё время я заняла место Нади. В группе всегда были блондинка, шатенка и брюнетка. Мы с Надей брюнетки, поэтому не можем быть в группе вдвоём. Надя, безусловно, очень многое привнесла в группу в самом начале существования ВИА Гры, это следует уважать. Я ничуть не жалею. У меня всё прекрасно и в жизни, и в творчестве. Буду делать сольный проект».
27 марта 2011 года Меседа принимает участие в Юбилейном концерте группы «ВИА Гра».
В 2013 году в шоу К. Меладзе «Хочу V ВИА Гру» стала одной из шести тренеров для участниц.

### Сольная карьера
В 2009 году Меседа вошла в десятку самых сексуальных женщин по результатам голосования читателей журнала MAXIM.
После ухода из группы «ВИА Гра» Меседа начала свою сольную карьеру со съёмок в клипе группы Plazma на песню «MYSTERY» (The Power Within). В декабре 2009 года приняла участие в показе Mixed Russian Fashion Show.
Первой сольной композицией в карьеры певицы стала песня «Дым», которая была исполнена в юбилейном концерте группы «ВИА Гра». Однако после этой песни карьера девушки была приостановлена, в связи с замужеством певицы и рождением сына. Также Меседу звали в группу «Блестящие» на место Анны Дубовицкой, но она была вынуждена отказать, так как находилась в положении.
В новогоднюю ночь 2013 года на Первом канале Меседа выступила на одной сцене с бывшими солистками группы «ВИА Гра» (Анной Седоковой, Альбиной Джанабаевой и Евой Бушминой), с которыми исполнила песню «Бриллианты». 3 марта 2013 года, после официального закрытия группы «ВИА Гра», Меседа совместно с Альбиной Джанабаевой спели на корпоративе песни группы.
В мае Меседа появилась в шоу «Кто сверху?» на телеканале Ю. В июне 2013 года Меседа выпускает вторую сольную песню под названием «Просто замри». К концу года выходит сингл «Я у тебя ничего не прошу». В начале 2014 года выходит сингл «Верю я». 26 января 2015 года вышел сингл «Пересечение». Автором слов и музыки выступил Алексей Реснянский, более известный как певец Daniel. 2 марта 2015 на портале ELLO состоялась премьера одноимённого клипа, режиссёром которого стал Иван Шерстников. В тот же день в московском ресторане Wicked состоялась презентация видеоклипа.
6 марта Меседа выпускает уже шестую сольную композицию под названием «День».
3 марта Меседа выпускает новый сингл — «Жаль», автором которого выступила известный редактор журнала — Юлия Рыбакова. Песня была выпущена под лейблом «FEELDALFA»

## Личная жизнь
Летом 2011 Меседа вышла замуж за бизнесмена Алана, 6 января 2012 года родила сына Аспара. В 2015 подала на развод.

## Дискография
Сборники в составе группы ВИА Гра:
- Поцелуи (2007)
- Эмансипация (2008)

### Синглы
- Дым (2011)
- Просто замри (2013)
- Я у тебя ничего не прошу (2013)
- Верю я (2014)
- Пересечение (2015)
- День (2016)
- Жаль (2017)

### Чарты
| Год  | Название      | Чарты                               | Чарты                               | Чарты                             | Чарты                           | Альбом      |
| Год  | Название      | Россия и СНГ (Tophit Общий Топ-100) | Украина (Tophit Украинский Топ-100) | Украина (Tophit Киевский Топ-100) | Радиочарт по заявкам TopHit 100 | Альбом      |
| ---- | ------------- | ----------------------------------- | ----------------------------------- | --------------------------------- | ------------------------------- | ----------- |
| 2015 | «Пересечение» | 192                                 | 655                                 | —                                 | 54                              | без альбома |

* «—» песня отсутствовала в чарте

## Видеография
| Год                      | Клип                                  | Режиссёр                 | Альбом                    |
| В составе группы ВИА Гра | В составе группы ВИА Гра              | В составе группы ВИА Гра | В составе группы ВИА Гра  |
| ------------------------ | ------------------------------------- | ------------------------ | ------------------------- |
| 2007                     | «Поцелуи»                             | Алан Бадоев              | «Поцелуи» / «Эмансипация» |
| 2008                     | «Я не боюсь»                          | Алан Бадоев              | «Эмансипация»             |
| 2008                     | «My emancipation»                     | Алан Бадоев              | «Эмансипация»             |
| 2008                     | «Американская жена»                   | Роман Васьянов           | «Эмансипация»             |
| Сольная карьера          |                                       |                          |                           |
| 2015                     | «Пересечение»                         | Иван Шерстников          | будущий альбом            |
| Как актриса              |                                       |                          |                           |
| 2010                     | «Mystery (The Power Within)» (Plazma) | Марат Адельшин           | без альбома               |

## Фильмография

### В составе группы «ВИА Гра»
- «Держи меня крепче» (телевизионный сериал, 2007 год)
- «Новогодняя ночь 2009 на Первом» (новогодний мюзикл, 2009 год)